# 引山バスターミナル

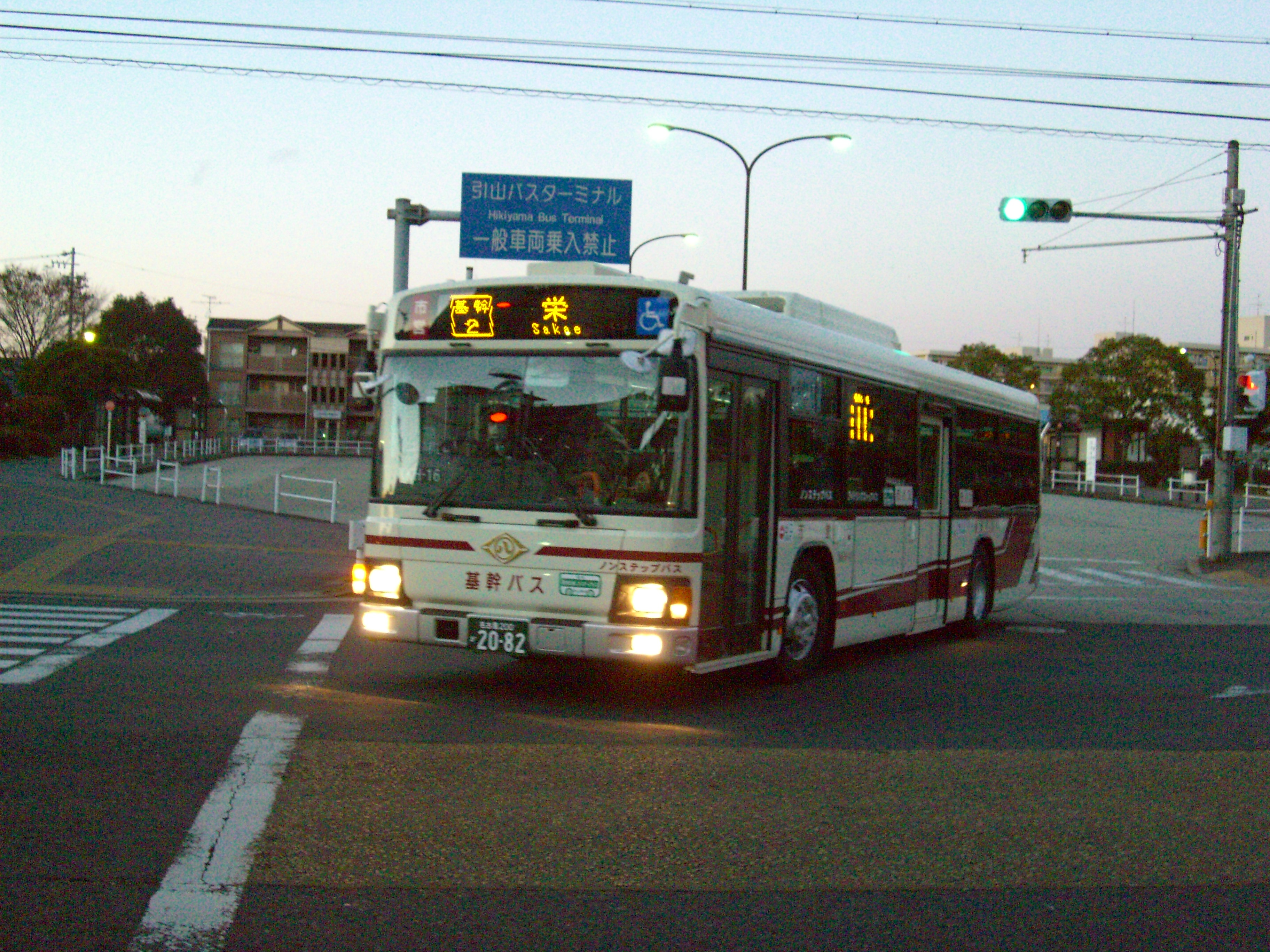
引山バスターミナル出入口

引山バスターミナル（ひきやまバスターミナル）は、愛知県名古屋市名東区引山四丁目にあるバスターミナルである。

## 概要
名古屋市交通局と名鉄バスが使用している。ターミナル出入口は信号交差点であるが、関係車両以外は進入禁止である。バスターミナルとなっているが、大きなバス転回場といった感じで、特に目立った建物は建設されていない。

## のりば

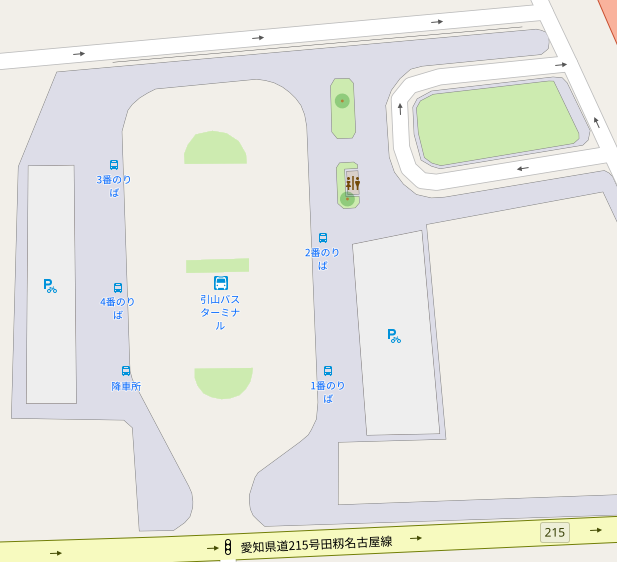
地図

### 1番のりば
基幹バス（市バス基幹2号系統・名鉄バス30~36系統）：茶屋ヶ坂、市役所経由栄、名鉄バスセンター行き
隣の停留所（一部始発停）
- 引山東 - 引山 - 猪子石原

### 2番のりば
市バス幹一社1号系統：猪高車庫、一社行き、原境町経由大回り循環一社行き
市バス藤丘11号系統：藤が丘行き
市バス本郷11号系統：本郷行き
市バス上社12号系統：上社行き
市バス名東巡回系統：星ヶ丘行き、猪高車庫行き
隣の停留所
- 幹一社1号系統（大回り循環）、名東巡回系統
  - 猪子石原 - 引山 - 原境町

- 幹一社1号系統・本郷11号系統（幹一社1号系統のみ当ターミナル始発停）
  - 引山東 - 引山 - 延珠橋

- 藤丘11号系統（当ターミナル始発停）
  - 引山 - 引山東

- 上社12系統
  - 猪子石一丁目 - 引山 - 原境町

### 3番のりば
市バス基幹2号系統：四軒家行き
市バス本郷11号系統：本地住宅行き
市バス上社12号系統：緑ヶ丘住宅行き
隣の停留所
- 基幹2号系統
  - 猪子石原 - 引山 - 引山東

- 本郷11号系統
  - 引山東 - 引山 - 東猪子石

- 上社12号系統
  - 原境町 - 引山 - 猪子石一丁目

### 4番のりば
名鉄バス：本地ヶ原線
- 【30】：三軒家行き
- 【31】：藤が丘行き
- 【32】：トヨタ博物館前行き
- 【33】：尾張旭向ヶ丘行き
- 【34】：愛知医科大学病院行き
- 【35】：菱野団地行き
- 【36】：瀬戸駅前行き

隣の停留所
- 3番のりば、基幹2号系統と同じ

## 利用時間
5：50（JST）から23：50まで。それ以外の時間は一般車両の進入を防ぐために閉鎖され、バスは発着できない。そのため、0：01四軒家行きのみターミナル外での客扱いとなる。

## 周辺
- 愛知県道215号田籾名古屋線（出来町通）
- 国道302号（名古屋環状2号線）：引山交差点
  - 国道363号（出来町通）[注釈 2]
- 愛知県道208号上半田川名古屋線
- 名古屋第二環状自動車道：引山インターチェンジ
- あいち銀行：猪子石支店
- ナフコ不二屋：引山店
- イオン（旧・ダイエー）：名古屋東店
- 名古屋市立香流中学校
- 名古屋市立引山小学校

## その他
引山に停車する系統は、原則として全て当ターミナルを経由する。
猪子石団地を発着する便の一部も長時間休憩の場合は当ターミナルまで回送されてくる。